# Protocetus
Protocetus é um gênero extinto de cetáceos arqueocetos que viveram durante o Eoceno Médio, há aproximadamente 46 a 43 milhões de anos. Seus fósseis foram encontrados principalmente no norte da África, próximo ao Cairo, no atual Egito. 
Este gênero representa um importante estágio evolutivo entre os mamíferos terrestres e as baleias modernas, exibindo uma combinação de características aquáticas e terrestres. Embora já estivessem adaptados à vida marinha, os membros do gênero Protocetus provavelmente ainda eram capazes de se mover em terra firme. Seu nome significa "primeira baleia".

## Descoberta
O gênero foi estabelecido com base em restos cranianos e mandibulares descobertos na Formação Mokattam, próxima ao Cairo, Egito. Ao longo do século XX, outros fósseis atribuídos ao gênero foram encontrados no norte da África e sul da Ásia, embora várias dessas espécies tenham sido posteriormente reclassificadas em gêneros distintos.

## Descrição
Os fósseis de Protocetus indicam um corpo alongado, com cerca de 2,5 a 3 metros de comprimento, apresentando características tanto terrestres quanto aquáticas:
- Crânio: com narinas situadas parcialmente recuadas em direção ao topo da cabeça — uma das etapas na evolução do espiráculo das baleias modernas.[2]
- Dentição: dentes afiados, adaptados à captura de presas como peixes e cefalópodes.
- Membros: membros anteriores alongados, com dedos palmados; membros posteriores ainda presentes, mas já reduzidos.
- Cauda: embora não completamente preservada, há indícios de que já estivesse se adaptando para a natação, possivelmente com desenvolvimento incipiente de uma nadadeira caudal.

## Importância evolutiva
Protocetus pertence à família Protocetidae, um grupo fundamental na transição de cetáceos terrestres para formas plenamente aquáticas. Ao lado de gêneros como Rodhocetus e Georgiacetus, ele fornece evidências morfológicas valiosas sobre a adaptação ao ambiente marinho, especialmente em termos de locomoção e audição subaquática.

## Espécies atribuídas ao gêneroProtocetus
Atualmente, a única espécie amplamente aceita como pertencente ao gênero é:
- Protocetus atavus [3]

Família: Protocetidae (cetáceos primitivos aquáticos)
Período geológico: Eoceno Médio (~45 milhões de anos atrás) 
Local de descoberta: Formação Mokattam, perto do Cairo, Egito 
Primeira descrição: Eberhard Fraas, 1904
- Protocetus sloani [4] originalmente descrita como:

Familia: Protocetidae (Stromer, 1908)
Período geológico: Eoceno Médio (Lutetiano)
Local de descoberta: sudoeste de Kutch, Índia 
Primeira descrição: Ashok Sahni e Vijay P. Mishra 
Em 1975, os mesmos autores perceberam características distintivas que os levaram a criar um novo gênero: Andrewsiphius. Neste trabalho, eles propuseram o gênero e incluíram P. sloani (além de outras espécies) dentro do novo gênero, resultando em Andrewsiphius sloani.